# Gerazym (Michaleas)
Gerazym, imię świeckie Gerasimos Michaleas (ur. 2 sierpnia 1945 w Kalamacie) – grecki duchowny prawosławny, od 2005 metropolita San Francisco.

## Życiorys
Święcenia prezbiteratu przyjął 2 lutego 2002. Tydzień później otrzymał chirotonię biskupią. Od 2005 r. jest metropolitą San Francisco Greckiej Prawosławnej Archidiecezji Ameryki.
W czerwcu 2016 r. uczestniczył w Soborze Wszechprawosławnym na Krecie.